# Mario Draghi
Mario Draghi (* 3. září 1947 Řím) je italský bankéř, ekonom a politik, od února 2021 do října 2022
předseda italské vlády, kterou vedl dočasně do předčasných parlamentních voleb v září 2022.

## Život
Narodil se v Římě a vystudoval ekonomii na univerzitě La Sapienza, dále ve studiu pokračoval na Massachusettském technologickém institutu, kde v roce 1976 získal Ph.D. pod vedením nositelů Nobelovy ceny Franca Modiglianiho a Roberta Solowa.
V letech 1981 až 1991 působil jako profesor na Florentské univerzitě.

## Bankéř
Od 16. ledna 2006 do konce října 2011 byl guvernérem Italské národní banky. Poté byl zvolen za nástupce Jeana-Claude Tricheta ve funkci prezidenta Evropské centrální banky, kam nastoupil v listopadu 2011. Členem rady Evropské centrální banky byl už z titulu guvernéra italské národní banky. Z téhož důvodu byl členem předsednictva Banky pro mezinárodní vypořádání. V čele ECB ho v listopadu 2019 nahradila Christine Lagardeová.

## Předseda italské vlády
Od 13. února 2021 do 21. října 2022 vykonával funkci předsedy italské vlády.
Po ruské invazi na Ukrajinu v únoru 2022 navštívil během června téhož roku Kyjev, v němž společně s Olafem Scholzem, Emmanuelem Macronen a Klausem Iohannisem podpořil okamžitý status Ukrajiny jako kandidátské země na členství v Evropské unii. Uvedl: Nacházíme se ve zlomovém okamžiku naší historie. Ukrajinci každý den brání hodnoty demokracie a svobody, které jsou základem evropského projektu, našeho projektu. Nemůžeme čekat. Nemůžeme tento proces odkládat.
Populistické Hnutí pěti hvězd ukončilo 14. července 2022 podporu vlády kvůli dekretu týkajícímu se ekonomické pomoci během energetické krize. Ve stejný den oznámil premiér Mario Draghi svou rezignaci. Jeho rezignace byla nejprve odmítnuta prezidentem Sergiem Mattarellou. Když ale tzv. koalici národní jednoty v hlasování o důvěře v senátu sabotovaly další dvě strany (Liga severu a Forza Italia), Draghi na svou funkci rezignoval. Prezident následně vypsal předčasné parlamentní volby na 25. září 2022 a požádal Draghiho, aby dočasně vládu vedl až do voleb. Ve volbách zvítězilo pravicové hnutí Bratři Itálie a jeho předsedkyně Giorgia Meloniová byla 21. října 2022 prezidentem republiky jmenována předsedkyní vlády.